# Баттен, Мириам
Мириам Баттен (англ. Miriam Batten; род. 11 апреля 1964, Дартфорд, Кент), в замужестве Люк (англ. Luke) — британская гребчиха, выступавшая за сборную Великобритании по академической гребле на всём протяжении 1990-х годов. Серебряная призёрка летних Олимпийских игр в Сиднее, чемпионка мира, победительница и призёрка многих регат национального значения.

## Биография
Мириам Баттен родилась 4 ноября 1964 года в городе Дартфорд графства Кент, Англия.
Занималась академической греблей во время учёбы в Саутгемптонском университете. Проходила подготовку в клубах Thames Rowing Club, Upper Thames Rowing Club и Leander Club.
Дебютировала в гребле на взрослом международном уровне в сезоне 1990 года, когда вошла в основной состав британской национальной сборной и выступила на чемпионате мира в Тасмании, где в зачёте распашных безрульных четвёрок сумела квалифицироваться лишь в утешительный финал B и расположилась в итоговом протоколе соревнований на девятой строке.
В 1991 году побывала на мировом первенстве в Вене, откуда привезла награду бронзового достоинства, выигранную в безрульных двойках — в финале пропустила вперёд только экипажи из Канады и Германии.
Благодаря череде удачных выступлений удостоилась права защищать честь страны на летних Олимпийских играх 1992 года в Барселоне, где в программе распашных безрульных двоек финишировала пятой.
В 1993 году на чемпионате мира в Рачице стала четвёртой в безрульных двойках.
В 1994 году на мировом первенстве в Индианаполисе показала в той же дисциплине пятый результат.
На чемпионате мира 1995 года в Тампере была седьмой в восьмёрках.
В 1996 году отправилась представлять страну на Олимпийских играх в Атланте, где заняла седьмое место в восьмёрках.
После атлантской Олимпиады Баттен осталась в составе гребной команды Великобритании на ещё один олимпийский цикл и продолжила принимать участие в крупнейших международных регатах. Так, в 1997 году в парных двойках она выиграла серебряные медали на этапе Кубка мира в Париже и на чемпионате мира в Эгбелете.
В 1998 году в парных двойках получила серебро на этапе Кубка мира в Хазевинкеле, тогда как на мировом первенстве в Кёльне обошла всех своих соперниц и одержала победу.
В 1999 году на чемпионате мира в Сент-Катаринсе в той же дисциплине заняла итоговое седьмое место.
Находясь в числе лидеров британской национальной сборной, благополучно прошла отбор на Олимпийские игры 2000 года в Сиднее — в составе четырёхместного парного экипажа, куда также вошли гребчихи Кэтрин Грейнджер, Джиллиан Линдсей и её младшая сестра Гуин Баттен, в финальном решающем заезде пришла к финишу второй, уступив чуть более двух секунд команде из Германии, и тем самым завоевала серебряную олимпийскую медаль. Вскоре по окончании этого сезона приняла решение завершить спортивную карьеру.
Впоследствии проявила себя как спортивный функционер, занимала должность вице-президента клуба Thames Rowing Club, участвовала в организации многих соревнований по академической гребле. Замужем за школьным учителем физического воспитания Дэвидом Люком.